# Snecma M88

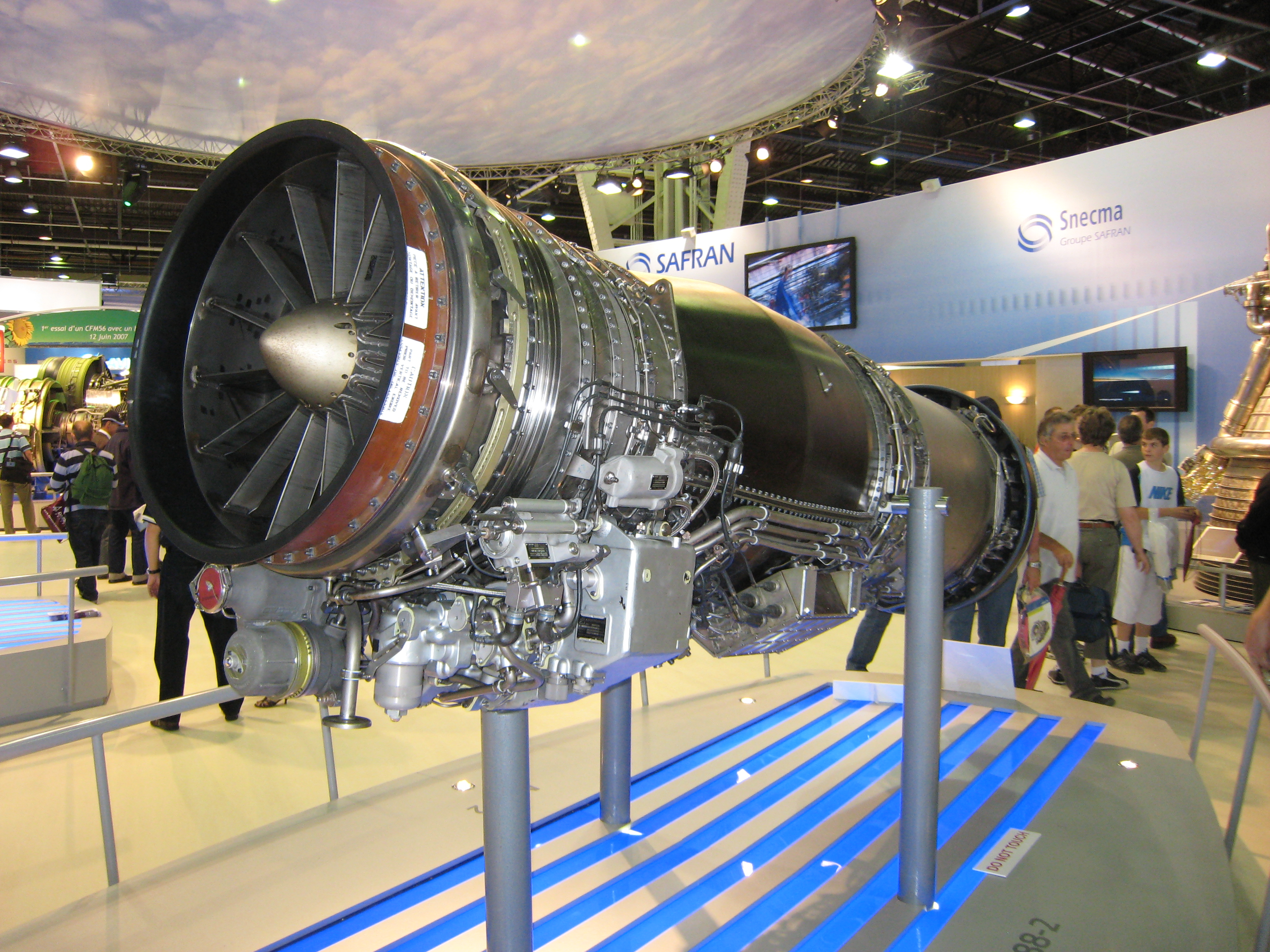
Vista anteriore del M88

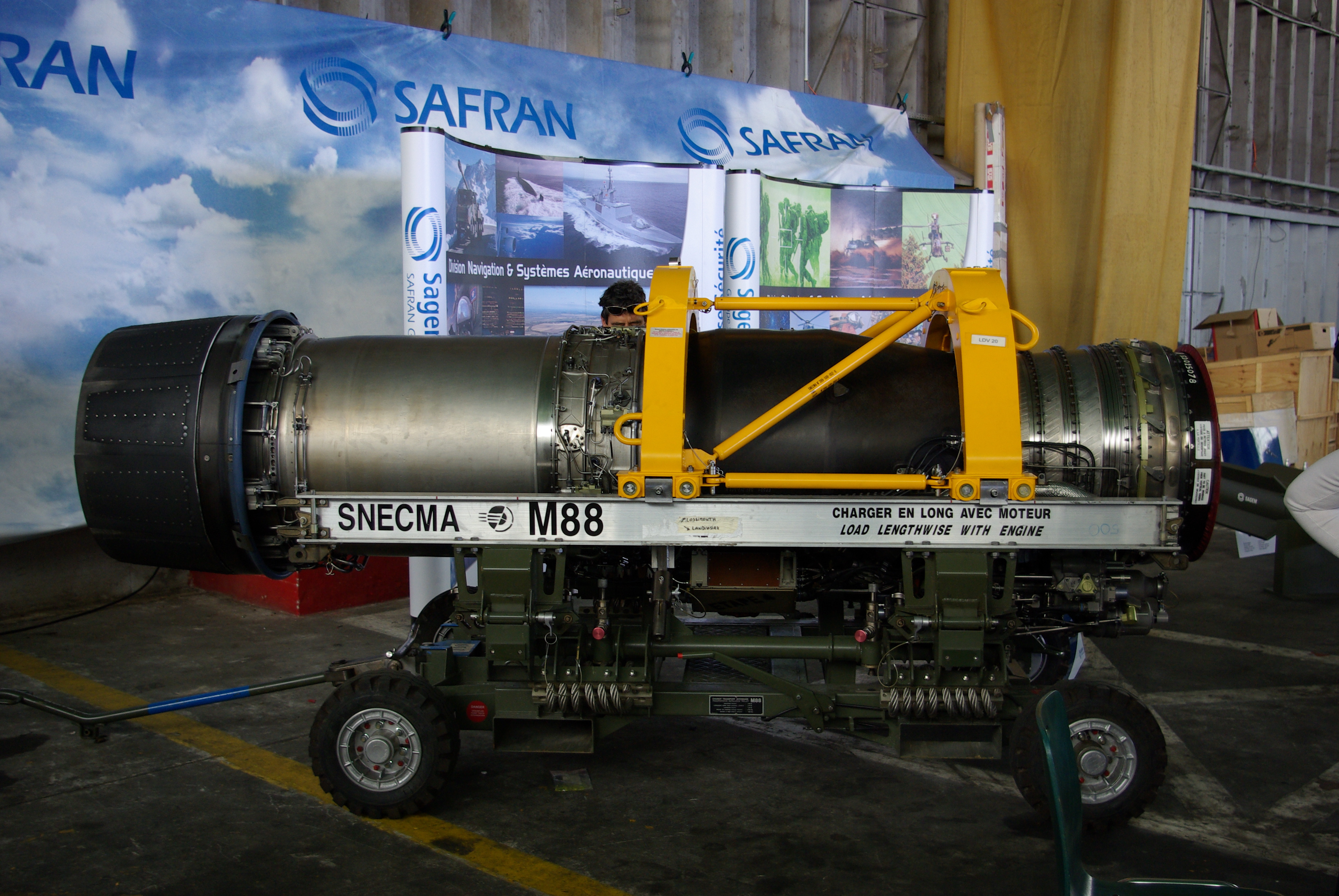
Vista laterale del M88

Lo Snecma M88 è un motore turbofan con postbruciatore sviluppato e prodotto dalla Snecma (ora Safran Aircraft Engines) per il caccia omnirole francese Dassault Rafale; avrebbe potuto essere anche il motore del Novi Avion, un progetto per un caccia multiruolo jugoslavo rimasto però allo stato di prototipo.

## Caratteristiche
| Caratteristiche                                   | M88-2                       | Démonstrateur ECO           |
| ------------------------------------------------- | --------------------------- | --------------------------- |
| Spinta con postbruciatore (kN) (lb)               | 75 (17.000)                 | 90 (20.250)                 |
| Spinta senza postbruciatore (kN) (lb)             | 50 (11.250)                 | 60 (13.500)                 |
| Consumo specifico con postbruciatore (kg/daN.h)   | 1,70                        | 1,70                        |
| Consumo specifico senza postbruciatore (kg/daN.h) | 0,80                        | 0,80                        |
| Portata d'aria (kg/s)                             | 65                          | 72                          |
| Turbina aspirazione temperatura (K)               | 1.850 (1.577 °C) (2.871 °F) | 1.850 (1.577 °C) (2.871 °F) |
| Rapporto di compressione                          | 24,50                       | 27                          |
| Rapporto di diluizione                            | 0,30                        | 0,30                        |
| Lunghezza (mm) (in)                               | 3.538 (139)                 | 3.618 (142)                 |
| Diametro d'aspirazione (mm) (in)                  | 696 (27,50)                 | 790 (31)                    |
| Massa (Kg) (lb)                                   | 897 (1.977,50)              | 985 (2.171,50)              |